# Martine Liouche
Martine Liouche, née le 4 juillet 1958 à Gap, est une skieuse alpine française. 

## Biographie
En janvier 1978, Martine Liouche obtient son premier top-10 en coupe du monde en se classant 10e dans le slalom de Berchtesgaden.
Le mois suivant elle dispute toutes les épreuves des championnats du monde 1978 à Garmisch-Partenkirchen. Elle prend la 13e place du slalom et la 7e place du combiné.
En février 1979, elle obtient un second top-10 en coupe du monde en prenant la 7e place du combiné de Pfronten.

## Palmarès

### Championnats du monde
| Édition / Epreuve                    | Descente | Géant | Slalom | Combiné |
| Mondiaux 1978 Garmisch-Partenkirchen | 32e      | 37e   | 13e    | 7e      |

### Coupe du monde
- Meilleur classement au Général : 41e en 1978 avec 1 point
- Meilleur classement de Descente : 24e en 1979 avec 15 points
- Meilleur classement de Slalom : 25e en 1978 avec 1 point

2 tops-10 
- Meilleur résultat sur une épreuve de Coupe du monde de Slalom : 10e à Berchtesgaden le 25 janvier 1978 [1]
- Meilleur résultat sur une épreuve de Coupe du monde de Combiné : 7e à Pfronten le 4 février 1979
- Meilleur résultat sur une épreuve de Coupe du monde de Descente : 17e à Pfronten le 4 février 1979

#### Classements
| Saison / Épreuve | Saison / Épreuve | Général | Général | Descente | Descente | Slalom | Slalom |
| ---------------- | ---------------- | ------- | ------- | -------- | -------- | ------ | ------ |
| Saison / Épreuve | Saison / Épreuve | Class.  | Points  | Class.   | Points   | Class. | Points |
| 1978             | 1978             | 41e     | 1       | -        | -        | 25e    | 1      |
| 1979             | 1979             | 50e     | 24      | 24e      | 15       | -      | -      |